# Rayo OKC
Rayo OKC byl americký fotbalový celek z Yukonu v Oklahomě, který v sezoně 2016 hrál North American Soccer League, druhou nejvyšší americkou fotbalovou soutěž. Jeho většinovým majitelem byl Raúl Martín Presa, majitel klubu Rayo Vallecano ze španělské La Ligy.

## Soupiska
| #  | Pozice | Hráč                   |
| -- | ------ | ---------------------- |
| 1  | B      | Caleb Patterson-Sewell |
| 2  | O      | Rauwshan McKenzie      |
| 3  | O      | Moises Hernandez       |
| 4  | O      | Juanan                 |
| 5  | O      | Erick Norales          |
| 6  | Z      | Richard Menjivar       |
| 7  | Ú      | Billy Forbes           |
| 8  | Z      | Tyler Gibson           |
| 9  | Ú      | Georgios Samaras       |
| 10 | Z      | Sebastián Velásquez    |
| 11 | Z      | Pecka                  |

| #  | Pozice | Hráč             |
| -- | ------ | ---------------- |
| 13 | O      | Hugo Rhoads      |
| 14 | Z      | Jarad van Schaik |
| 18 | Z      | Marvin Chávez    |
| 19 | O      | Ian Svantesson   |
| 20 | Z      | Derek Boateng    |
| 22 | B      | Daniel Fernandes |
| 24 | Z      | Yuma             |
| 27 | O      | Kosuke Kimura    |
| 31 | O      | Michel           |
| 55 | Ú      | Robbie Findley   |
| 98 | O      | Futty Danso      |